# 1998 FIFAワールドカップ・グループC
1998 FIFAワールドカップ グループCは、フランス・デンマーク・南アフリカ・サウジアラビアの4チームが組んだ。6月12日から6月24日まで6試合行い、フランス・デンマークが決勝トーナメントへ進出した。

## 試合結果
| 順 | チーム           | 試 | 勝 | 分 | 敗 | 得 | 失 | 差 | 点 | 出場権                   |
| -- | ---------------- | -- | -- | -- | -- | -- | -- | -- | -- | ------------------------ |
| 1  | フランス (H)     | 3  | 3  | 0  | 0  | 9  | 1  | +8 | 9  | ノックアウトステージ進出 |
| 2  | デンマーク       | 3  | 1  | 1  | 1  | 3  | 3  | 0  | 4  | ノックアウトステージ進出 |
| 3  | 南アフリカ共和国 | 3  | 0  | 2  | 1  | 3  | 6  | −3 | 2  |                          |
| 4  | サウジアラビア   | 3  | 0  | 1  | 2  | 2  | 7  | −5 | 1  |                          |

すべてフランス時刻(CET)
| 1998年6月12日 17:30 |

| サウジアラビア | 0–1 | デンマーク    |
|                |     | リーパー 68分 |

| スタッド・フェリス・ボレール, ランス 入場者数: 38,140人 主審: Castrilli(アルゼンチン) |

| 1998年6月12日 21:00 |

| フランス                                    | 3–0 | 南アフリカ共和国 |
| デュガリー 34分 イッサ(OG) 77分 アンリ 90分 |     |                  |

| スタッド・ヴェロドローム, マルセイユ 入場者数: 55,077人 主審: Rezende de Freitas(ブラジル) |

| 1998年6月18日 17:30 |

| 南アフリカ共和国  | 1–1 | デンマーク      |
| マッカーシー 52分 |     | ニールセン 13分 |

| スタディアム・ミュニシパル, トゥールーズ 入場者数: 33,300人 主審: Toro Rendon (コロンビア) |

| 1998年6月18日 21:00 |

| フランス                                     | 4–0 | サウジアラビア |
| アンリ 36分,77分 トレゼゲ 68分 リザラス 85分 |     |                |

| スタッド・ド・フランス, サン=ドニ 入場者数: 80,000人 主審: Brizio Carter (メキシコ) |

| 1998年6月24日 16:00 |

| フランス                           | 2–1 | デンマーク                |
| ジョルカエフ 12分 (PK) プティ 56分 |     | M・ラウドルップ 42分 (PK) |

| スタッド・ジェルラン, リヨン 入場者数: 39,100人 主審: コッリーナ (イタリア) |

| 1998年6月24日 16:00 |

| 南アフリカ共和国            | 2–2 | サウジアラビア                                      |
| バートレット 19分,94分 (PK) |     | アル＝ジャバー 45分 (PK) アル・トゥナヤン 74分 (PK) |

| パルク・レスキュール, ボルドー 入場者数: 31,800人 主審: Sanchez (ハンガリー) |